# Abu (Yamaguchi)
Abu (jap. 阿武町 Abu-chō) – miasto w Japonii, na wyspie Honsiu, w prefekturze Yamaguchi. Według danych na rok 2020 miejscowość zamieszkiwało 3 055 mieszkańców , a gęstość zaludnienia wyniosła 26,3 os./km².